# Maria del Carme Vilagran i Moner
Maria del Carme Vilagran Moner (Salt, Gironès, 20 de gener de 1948) és una exjugadora de bàsquet catalana, considerada una de les pioneres del bàsquet femení gironí.
Jugadora del CREFF de Girona, competí a la Primera divisió de Lliga espanyola durant les dècades de 1960 i 1970 , destacant el quart lloc aconseguit la temporada 1972-73. Fou internacional amb la selecció espanyola de bàsquet en quatre ocasions, essent la primera jugadora gironina en debutar-hi, i participà al Preeuropeu de 1970 disputat a Girona. Entre d'altres reconeixements, ha sigut distingida com a Històrica del Bàsquet Català per la Fundació del Bàsquet Català el 2023.